# Гаскинс, Дональд
До́нальд Ге́нри Га́скинс (англ. Donald Henry Gaskins, Jr., 13 марта 1933 — 6 сентября 1991) — американский серийный убийца.

## Биография
Гаскинс родился в городе Флоренс, Южная Каролина. В молодости занимался мелким воровством. Во время одной из краж он ударил женщину по голове топором и оставил умирать, но она выжила. За это Гаскинс был отправлен в исправительную школу. В 1951 году он женился, а в следующем году у него родилась дочь. Тем временем Гаскинс совершил следующее преступление — напал на девочку-подростка с молотком, за что получил шесть лет тюрьмы. Пока он отбывал срок, жена подала на развод.
Первое убийство Гаскинс совершил прямо в тюрьме в 1953 году. Он перерезал горло своему сокамернику по имени Хэйзел Брейзелл. Он совершил это убийство, чтобы внушить страх другим обитателям тюрьмы. Его преступление всё же оценили как самооборону и добавили к сроку еще три года. В 1955 году Гаскинс совершил побег из тюрьмы, спрятавшись в грузовике-мусоровозе. Он уехал во Флориду, однако вскоре был повторно арестован. В 1961 году Гаскинс получил условно-досрочное освобождение.

## После освобождения
После освобождения Гаскинс повторно женился, но на путь исправления не встал, совершая очередные преступления вроде краж. Спустя два года после освобождения он был арестован за изнасилование 12-летней девочки и осуждён на 8 лет. В 1968 году он опять получил условно-досрочное освобождение. Выйдя из тюрьмы, Гаскинс перебрался в Самтер и устроился на работу в строительную компанию. В сентябре 1969 года он начал серию убийств путешествующих автостопом людей, которых подбирал, разъезжая по прибрежным шоссе на юге США, в своей автобиографии он называл эту серию как «Береговые убийства». Примерно раз в полтора месяца он выезжал на «охоту», чтобы удовлетворить своё «чувство обеспокоенности». Своих жертв (и мужчин, и женщин) он пытал с таким расчётом, чтобы они оставались живыми как можно дольше. Для их убийства применялись различные средства и способы, от ножа до удушения, и якобы даже каннибализм. Гаскинс признался в убийстве 80—90 человек, но это число не подтвердилось.
В ноябре 1970 года он убил собственную племянницу Дженис Кирби (ей было 15 лет) и её подругу Патрисию Энн Олсбрук (17 лет), начав тем самым следующую серию, определённую им как «Серьёзные убийства». Он забил их до смерти после попытки совершить изнасилование. Убийства продолжились — Гаскинс убивал людей по разным причинам — тех, кто задолжал ему деньги, кто шантажировал его и т. д. Иногда он выступал в роли наёмного убийцы. В отличие от «Береговых убийств», в этой серии Гаскинс просто убивал своих жертв из огнестрельного оружия и закапывал тела в прибрежных районах Южной Каролины.

## Последний арест
Его арестовали 14 ноября 1975 года. Гаскинса сдал его сообщник Уолтер Нили. Нили сообщил полиции о том, что Гаскинс убил двоих молодых людей, а также — некоторых людей, которые числились по сводкам пропавшими без вести. Полиция начала расследование и вскоре обнаружила восемь тел. Это были жертвы Гаскинса.

## Осуждение и казнь
За совершённые убийства Гаскинс получил смертный приговор, который был позже заменён на пожизненное заключение. Но в тюрьме он снова совершил убийство заключённого по имени Рудольф Тинер. Тинера осудили за то, что он убил пожилую пару при попытке ограбления магазина. Сын погибших нанял Гаскинса, чтобы тот убил Тинера. Гаскинс совершил несколько неудачных попыток отравить его, а потом самостоятельно собрал взрывное устройство, с виду напоминавшее портативное радио. Он передал это устройство Тинеру, сказав, что с его помощью они смогут переговариваться, находясь каждый в своей камере. Когда Тинер, следуя инструкциям Гаскинса, приложил прибор к уху, он взорвался. Тинер погиб. «Последнее, что слышал Тинер перед смертью — это был мой смех» — сказал Гаскинс. За убийство Рудольфа Тинера Гаскинса повторно приговорили к смерти.
Находясь в камере смертников, Гаскинс во время интервью рассказал журналисту, что на самом деле совершил более ста убийств.
Гаскинса казнили 6 сентября 1991 года в 01:10 ночи. Он был четвёртым человеком, казнённым на электрическом стуле с тех пор, как в 1977 году в Южной Каролине восстановили смертную казнь. Его последними словами были: «Обо мне расскажут мои адвокаты. Я готов».